# تسمم فوسفيد الألومنيوم
تسمم فوسفيد الألومنيوم الحاد أو التسمم بقرص الغلّة[بحاجة لمصدر] هو مشكلة كبيرة في جميع أنحاء العالم على الرغم من عدم الإبلاغ عن جميع الحالات المُصابة بها وخاصةً في شبه القارة الهندية. يُعدُّ فوسفيد الألومنيوم الذي يتكون بسهولة عند تعقيم الحبوب بالبخار أثناء التخزين، ويتم بيعه تحت أسماء تجارية مختلفة مثل كويكفوس وسيلفوس شديد السمية خاصةُ عند استهلاكه من حاوية مفتوحة حديثًا. يموت المُتعاطي لتلك الحبوب بسبب حدوث صدمة شديدة، والتهاب عضلة القلب ومتلازمة الاختلال العضوي المتعدد. يحتوي فوسفيد الألومنيوم على جرعة مميتة تتراوح بين 0.15 و 0.5 جرام (0.0053 و 0.0176 أوقية).
أفادت التقارير أن فوسفيد الألومنيوم هو السبب الأكثر شيوعًا للوفاة الانتحارية في شمال الهند. كما تم الإبلاغ عن حالات وفاة في إيران. وفي يناير 2017، تُوفي أربعة أطفال في حديقة مقطورة في أماريلو بولاية تكساس، بعد استخدام مبيد الآفات تحت المنزل لقتل الفئران. حدثت العديد من حوادث الوفاة بين المسافرين في تايلاند وأجزاء أخرى من جنوب شرق آسيا بسبب فوسفيد الألومنيوم أو الكلوربيريفوس، وهو مبيد يحتوي على فوسفات عضوي يُستخدم في محاولة لقتل البق في الفنادق. ذكرت مجلة وايرد تلك المشكلة في مارس 2014. كما ركز فيلم قصير باللغة العربية على يوتيوب على المشكلة في المملكة العربية السعودية. شاهد المقطع أكثر من 5 ملايين مستخدم بحلول من أوائل عام 2018. صنف مركز مكافحة الأمراض واتقائها الفوسفين بأنه مادة خطرة تهدد الحياة في 50 جزءا في المليون.

## العلامات والأعراض
عادةً ما تظهر أعراض التسمم بعد الابتلاع في غضون بضع دقائق. النتيجة القاتلة الرئيسية لابتلاع فوسفيد الألومنيوم هي انهيار الدورة الدموية، والتي تؤدي إلى التأثيرات المباشرة على عضلة القلب، بالإضافة إلى فقدان السوائل، وتلف الغدة الكظرية. العلامات والأعراض غير محددة، وتعتمد على الجرعة وتتطور بمرور الوقت. تعتبر العلامة السريرية السائدة هي انخفاض ضغط الدم الحاد وعدم استجابته للعلاج بالدوبامين. قد تشمل العلامات الأخرى الدوخة، والتعب، وضيق التنفس، والصداع، والغثيان، والتقيؤ، والإسهال والترنح، والخدر، والشعور بالمرارة، والهزة، وضعف العضلات، واليرقان. قد يُصاب المريض بمتلازمة الضائقة التنفسية الحادة إذا حدث استنشاق شديد للأبخرة، بالإضافة إلى فشل القلب، وعدم انتظام ضربات القلب، والتشنج والغيبوبة. تشمل العلامات المتأخرة تسمم الكبد والكلى.

## التشخيص
يعتمد تشخيص تسمم فوسفيد الألومنيوم عادةً على الحدس الطبي أو التاريخ السريري (تقرير ذاتي أو من قٍبل الحاضرين). في بعض الدول، يشار إلى أقراص AlP أيضًا باسم «أقراص الغلّة»، وإذا كان هناك تاريخ لتناول حبوب الغلة، فيجب معالجتها بشكل مختلف عن الأنواع الأخرى من أقراص حفظ الحبوب التي تتكون من منتجات عشبية. قد يكون محتوى المعدة المخفف إيجابيًا في اختبار نترات الفضة على السائل المسحوب من المعدة.
في حالات تسسم فوسفيد الألومنيوم، يتحول عامل الاختبار المُحتوي على نترات الفضة إلى اللون الأسود عند إجراء اختبار التنفس أو اختبار السائل المسحوب من غسيل المعدة. عندما يتعرض فوسفيد الألومنيوم إلى الرطوبة فإن ذلك يحرر الفوسفين والذي يكون له رائحة مشابهة للثوم في الفم والأنف.

## آلية التسمم
تُعزى سمية فوسفيد الألومنيوم إلى تحرير غاز الفوسفين، وهو مركب سام للخلايا يتسبب في الإصابة بأورام الجذور الكيميائية، ويثبط الإنزيمات الخلوية الحيوية ويسبب تآكلًا مباشرًا للأنسجة. يقوم التفاعل التالي بإطلاق الفوسفين عندما يتفاعل فوسفيد الأومنيوم مع الماء في الجسم:
AlP + 3 H2O → Al (OH) 3 + PH3
AlP + 3 HCl → AlCl3 + PH3 (المعدة)

## العلاج والنتائج
تقوم علاج حالات تسمم فوسفيد الألومنيوم على العلاج التحفظي بشكل كُلي بسبب عدم وجود ترياق محدد. تقارب معدلات الوفيات 60٪. كما يعتبر تصحيح الحماض الأيضي هو حجر الزاوية في العلاج. قد يقلل استخدام كبريتات المغنيسيوم كعلاج محتمل في حالات تسمم فوسفيد الألومنيوم من احتمال حدوث نتيجة مميتة، مثلما أوردت العديد من الدراسات. بعد الابتلاع، يمكن أن يكون إزالة السموم غير المُمتصّة من الأمعاء أو ما يُعرف بإزالة تلوث القناة الهضمية، وخاصةً في غضون ساعة أو اثنين، فعالًا. كما يمكن أن تساعد برمنجنات البوتاسيوم (1: 10000) المستخدمة في غسل المعدة في تحلل السم. ينبغي مراقبة الدورة الدموية بصورة مستمرة والاستعداد للإنعاش المبكر مع استخدام السوائل الوريدية في جميع المرضى الذين يعانون من التسمم الحاد لفوسفيد الأومنيوم.

## مآل الحالة
تختلف معدلات الوفيات في حالات تسمم فوسفيد الألومنيوم الحاد من 40 إلى 80 في المئة. قد تكون الأعداد الفعلية للحالات أكبر من ذلك بكثير، حيث أن أقل من 5% ممن يتعرضون لفوسفيد الألومنيوم يصلون في النهاية إلى مركز رعاية ثالث. ومنذ عام 1992، عندما أصبح فوسفيد الألومنيوم متوفرًا في الأسواق، تفوق على جميع الأشكال الأخرى للتسمم المتعمد مثل التسمم العضوي الفسفوري والتسمم بالباربيتورات في شمال الهند. في دراسة استمرت 25 عامًا على 5933 حالة وفاة غير طبيعية في شمال غرب الهند، تبين أن التسمم بفوسفيد الألومنيوم هو السبب الرئيسي للوفاة بين جميع حالات التسمم.